# Woodville (Flórida)
Woodville é uma Região censo-designada localizada no estado americano de Flórida, no Condado de Leon.

## Demografia
Segundo o censo americano de 2000, a sua população era de 3006 habitantes.

## Geografia
De acordo com o United States Census Bureau tem uma área de
16,6 km², dos quais 16,6 km² cobertos por terra e 0,0 km² cobertos por água. Woodville localiza-se a aproximadamente 10 m acima do nível do mar.

## Localidades na vizinhança
O diagrama seguinte representa as localidades num raio de 48 km ao redor de Woodville.